# Vogts Villa
Vogts Villa  è il terzo album in studio del cantante norvegese Morten Harket, il secondo in lingua norvegese, pubblicato nel 1996 dalla BMG Norsk Plateproduksjon.
L'ultima traccia, Vuggevise, è la trasposizione/traduzione del brano Lay Me Down Tonight (fra quelli ancora portati in tour da Morten) tratto dal precedente album da solista, Wild Seed. Il titolo dell'album altri non è che il nome della villa norvegese dove è stato registrato.

## Tracce
1. Tilbake Til Livet – 4:10
2. Jeg Kjenner Ingen Fremtid – 5:40
3. Herre I Drømmen – 4:15
4. Fremmed Her – 4:30
5. Søndag Morgen – 3:18
6. Gammal Og Vis – 4:18
7. Taksameteret Går – 4:28
8. Himmelske Danser – 4:16
9. Lyser Når Du Drar – 3:58
10. Vuggevise – 2:39

## Musicisti
- Morten Harket - voce
- Haavard Rem - autore
- Ole Sverre Olsen - autore
- Geir Sundstoel - chitarra e armonica a bocca
- Thomas Tofte - basso
- Anders Engen - batteria